# Thomas Lundqvist
Ulf Thomas Lundqvist (Nueva York, Estados Unidos, 5 de abril de 1947) es un deportista sueco que compitió en vela en las clases Finn y Star.
Ganó una medalla de oro en el Campeonato Mundial de Finn de 1969 y dos medallas en el Campeonato Europeo de Finn, oro en 1970 y plata en 1972. Además, obtuvo una medalla de plata en el Campeonato Europeo de Star de 1970.

## Palmarés internacional
| Campeonato Mundial | Campeonato Mundial       | Campeonato Mundial | Campeonato Mundial |
| Año                | Lugar                    | Medalla            | Clase              |
| ------------------ | ------------------------ | ------------------ | ------------------ |
| 1969               | Hamilton (Bermudas)      | Medalla de oro     | Finn               |
| Campeonato Europeo |                          |                    |                    |
| Año                | Lugar                    | Medalla            | Clase              |
| 1970               | Dublín (Irlanda)         | Medalla de oro     | Finn               |
| 1972               | Medemblik (Países Bajos) | Medalla de plata   | Finn               |

| Campeonato Europeo | Campeonato Europeo | Campeonato Europeo | Campeonato Europeo |
| Año                | Lugar              | Medalla            | Clase              |
| ------------------ | ------------------ | ------------------ | ------------------ |
| 1970               | Sandhamn (Suecia)  | Medalla de plata   | Star               |